# Oglianico
Oglianico là một đô thị ở tỉnh Torino trong vùng Piedmont, có vị trí cách khoảng 30 km về phía bắc của Torino. Tại thời điểm ngày 31 tháng 12 năm 2004, đô thị này có dân số 1.365 người và diện tích là 6,2 km².
Oglianico giáp các đô thị: Salassa, Rivarolo Canavese, San Ponso, Busano, Favria, Rivarossa, và Front.